# Tom Vilsack
Thomas James ”Tom” Vilsack, född 13 december 1950 i Pittsburgh i  Pennsylvania, är en amerikansk demokratisk politiker och advokat. Vilsack var USA:s jordbruksminister i Barack Obamas kabinett 2009–2017 och på nytt 2021–2025 i Joe Bidens kabinett. Vilsack var guvernör i Iowa 1999–2007. Han tillkännagav 2006 sin avsikt att ställa upp i presidentvalet 2008 men gav upp i februari 2007.  

## Biografi
Thomas Vilsack adopterades 1951 av Bud och Dolly Vilsack samt uppfostrades i en katolsk familj. Han avlade 1972 grundexamen vid Hamilton College och juristexamen 1975 vid Albany Law School.
Vilsack och hustrun Christie flyttade till hennes hemstad Mount Pleasant i Iowa, där han arbetade i svärfaderns advokatbyrå. Tom och Christie Vilsack har de två sönerna Jess och Doug. Den äldre sonen Jess avlade i likhet med fadern grundexamen vid Hamilton College och har juristexamen från University of Iowa. Doug har juristexamen från University of Colorado.
Åren 199–2007 var han guvernör i Iowa. Vilsack kanididerade till presidentvalet 2008 men avslutade kandidaturen ett år innan valet.
Barack Obama utsåg Vilsack till USA:s jordbruksminister 2009. Strax efter att hans första ämbetstid som jordbruksminister avslutats, uttalande Vilsack stöd för Sonny Perdue som nästa jordbruksminister. Det gör Perdue till den enda nominerade kabinettmedlemmen att få ett offentligt uttalande om stöd från en Obama-kabinettmedlem. Den 10 december 2020 meddelade USA:s blivande president Joe Biden att han skulle nominera Vilsack för att återigen tjänstgöra som jordbruksminister. Han tillträdde på posten 23 februari 2021.